# Sargus molliculus
Sargus molliculus är en tvåvingeart som först beskrevs av Akira Nagatomi 1975.  Sargus molliculus ingår i släktet Sargus och familjen vapenflugor. Inga underarter finns listade i Catalogue of Life.